# 自由國民社

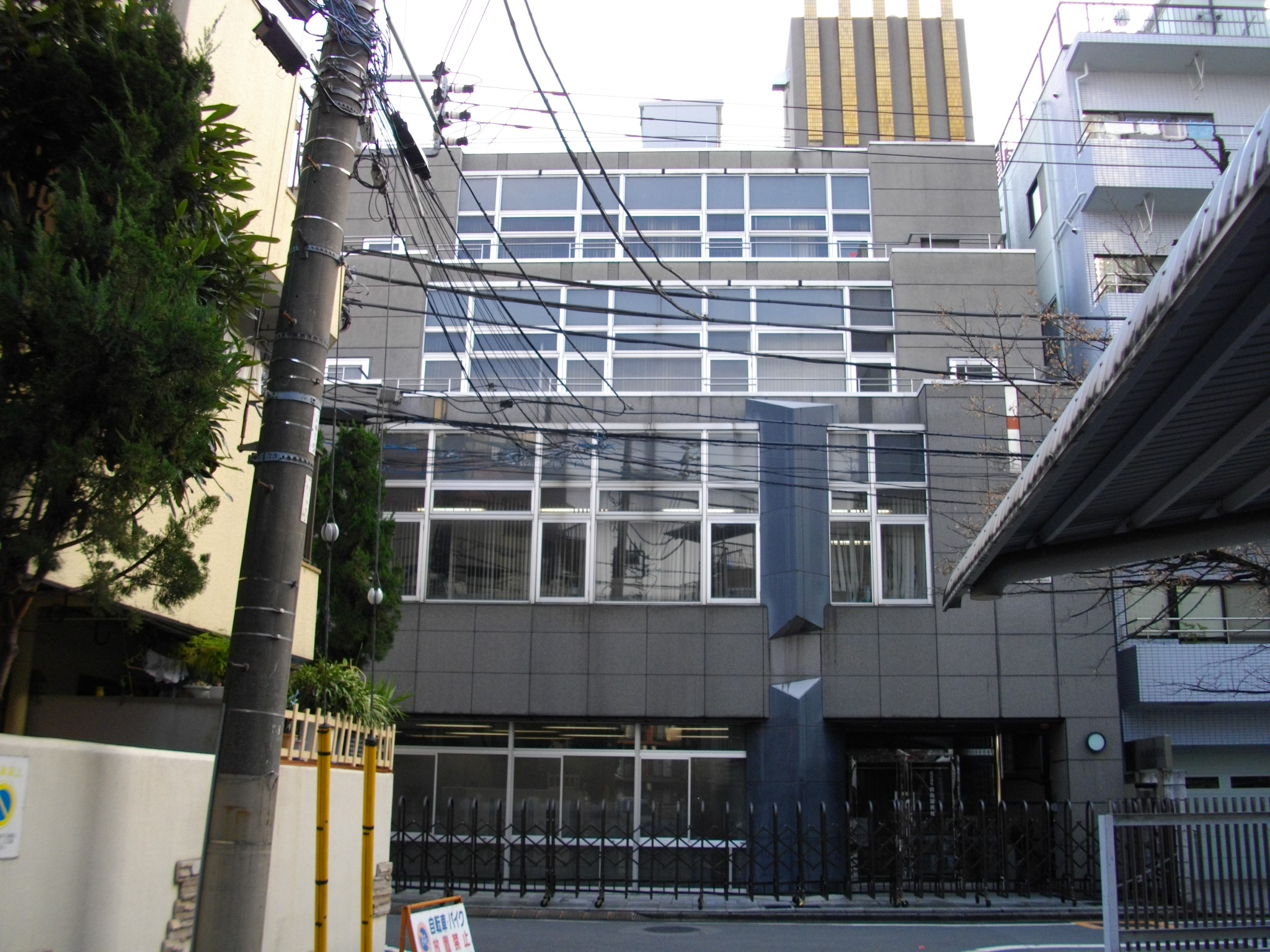
自由国民社本社

自由國民社（日语：／）是一家日本出版社，總部位於東京都豐島區高田3丁目10番11号。
該社出版年刊《現代用語的基礎知識》，「新語、流行語大賞」的選定工作也是由該社完成的，此外也出版法律書刊等。二戰時期花田清輝進入該社工作。也出版過音樂雑誌《シンプジャーナル》（旧名《新譜ジャーナル》）。

## 沿革
- 1928年，工薪階層社（サラリーマン社）成立。
- 1943年改稱時局月報社。
- 1948年雜誌《自由国民》的別冊《現代用語的基礎知識》發行。
- 1949年12月改稱株式会社自由国民社。
- 1984年12月第1回「U-CAN新語、流行語大賞」開始。
- 2008年1月21日總部轉移到東京都豐島區高田3丁目10番11号。

## 外部連結
- 自由国民社 （页面存档备份，存于）

1. ↑  沈于晨 马丽. . 环球网. 2015-5-15.